# Secretária (Assédio Sexual)
"Secretária (Assédio Sexual)" é uma canção do cantor e compositor brasileiro Amado Batista, lançada em 2001 como parte do álbum Amor..., distribuído pela Warner Music Brasil. Escrita por José Teixeira de Paula Irmão, se tornou um dos maiores sucessos do cantor e também alvo de uma longa disputa judicial.

## Composição
A música foi escrita pelo compositor paraibano José Teixeira de Paula Irmão e registrada na Ordem dos Músicos do Brasil em 1996. A Warner Music Brasil, no entanto, tomou conhecimento da música como composição de José João Teixeira e a revendeu para a Sony Music, até Amado Batista gravá-la.

## Lançamento e legado
"Secretária (Assédio Sexual)" foi lançada como faixa de abertura e principal música do álbum Amor..., em 2001. Até 2002, o projeto já tinha vendido mais de 100 mil cópias, o que fez com que fosse certificado com disco de ouro pela Pro-Música Brasil. Apesar disso, a música também recebeu críticas por sua temática em torno do assédio sexual.
Um ano após ser lançada, o compositor original da canção, José Teixeira de Paula Irmão, entrou num processo judicial contra Amado Batista, a Warner e a Sony, alegando que a canção seria um plágio e que o cantor não teria tido autorização para gravá-la. A gravadora e o cantor, por sua vez, foram absolvidos do suposto plágio na segunda instância do Tribunal de Justiça da Paraíba. Depois de recursos, em 2010, o Tribunal de Justiça da Bahia analisou que Amado Batista e a sua gravadora deveriam pagar R$ 500 mil a José Teixeira de Paula Irmão pela canção. Em 2016, por sua vez, a Sony entrou com um recurso contra a condenação.
Em consequência, o álbum Amor... foi lançado nas plataformas digitais sem "Secretária", sendo encontrada apenas nas versões físicas do álbum já comercializadas. Mesmo se tornando um dos principais sucessos de Amado Batista na década de 2000, a canção foi ignorada no repertório de todos os trabalhos comemorativos e ao vivo do cantor, como É o Show (2004) e 44 Anos (2020).
Em 2022, mesmo indisponível nas plataformas digitais, "Secretária (Assédio Sexual)" se tornou um viral no aplicativo TikTok.